# Napoca insignis
Napoca insignis là một loài nhện trong họ Salticidae. Chúng thuộc chi đơn loài Napoca, được Octavius Pickard-Cambridge miêu tả năm 1872.